# Isomma
Isomma é um género de libelinha da família Gomphidae.
Este género contém as seguintes espécies:
- Isomma elouardi Legrand, 2003

- Isomma hieroglyphicum Selys, 1892